# Monteiro Lobato (São Paulo)
Monteiro Lobato es una ciudad brasileña del estado de São Paulo, cerca de Campos do Jordão. Su latitud es 22º57'24" sul y su longitud es 45º50'23" oeste, estando en una altitud de 685 metros. Su población en 2004 era de, aproximadamente, 3.736 habitantes.
- Datos: Q1760453
- Multimedia: Monteiro Lobato (São Paulo) / Q1760453